# Tricostularia neesii
Tricostularia neesii är en halvgräsart som beskrevs av Christian Gottfried Daniel Nees von Esenbeck. Tricostularia neesii ingår i släktet Tricostularia och familjen halvgräs. Inga underarter finns listade i Catalogue of Life.